# Anopheles punctulatus
Anopheles punctulatus är en tvåvingeart som beskrevs av Donitz 1901. Anopheles punctulatus ingår i släktet Anopheles och familjen stickmyggor. Inga underarter finns listade i Catalogue of Life.